# Nezabiješ!
Nezabiješ! je primárně tradiční český překlad jednoho z přikázání desatera (5. podle katolického a luteránského a 6. podle židovského pravoslavného a reformovaného počítání). K tomuto znění ovšem existují výhrady, podle řady řadových křesťanů i teologů[zdroj?] nepřesný český překlad hebrejského slovesa rasah mění význam a přesněji by jeho obsah vyjádřil tvar „nebudeš vraždit“ či „nevraždi“ . Existuje i řada odvozených významů:
- Nezabiješ! (orig. Не убий!) - slavný pastýřský list ukrajinského řeckokatolického metropolity Šeptyckého z roku 1942, který se staví proti nacistickým zvěrstvům a vyzývá věřící, aby pomáhali Židům.
- Nezabiješ (film) (orig. Mord im Blitzlicht, německý detektivní film)